# كولن لاركن
كولن لاركن (بالإنجليزية: Colin Larkin)‏ هو رائد أعمال وموسيقي وكاتب بريطاني، ولد في 15 ديسمبر 1949 في داجنهام في المملكة المتحدة.

## وصلات خارجية
- الموقع الرسمي